# Op Hees
Op Hees is onderdeel van Laag Hees en werd vernoemd naar het niet meer bestaande gehucht Hees. Het gebied is 76 hectare groot en was vroeger onderdeel van Landgoed Pijnenburg. Het besloten landgoedkarakter is goed behouden door de tijd heen. Het gebied wordt gekenmerkt door kleinschalige ontginning van woeste gronden. Dit is terug te zien in de agrarische verkaveling. Hierbij worden graslanden en akkers afgewisseld met lijnvormige landschapselementen als lanen, sloten en houtwallen. De lanen worden gemarkeerd door imposante bomen die het skelet vormen van het landgoed. Op de hoger gelegen delen van Op Hees staat aangeplant bos.
Het gebied is gelegen aan de zuidwestzijde van Soest. Aan de noordoostzijde wordt het gebied begrensd door de Wieksloterweg, aan de zuidwestzijde door natuurgebied De Zoom. Via ecoduct Op Hees over de spoorlijn Den Dolder - Baarn is het gebied verbonden met het natuurgebied Park Vliegbasis Soesterberg. Het gebied ligt in de Laagte van Pijnenburg aan de voet van de stuwwallen van de Utrechtse Heuvelrug en ’t Gooi. Het is eigendom van ASR (en een klein deel van Natuurmonumenten) en vormt een belangrijke verbindingszone in de ecologische hoofdstructuur van Nederland.

## Geschiedenis
Het gebied Op Hees heeft zijn grondslag te danken aan het stuwwalcomplex van de Utrechtse Heuvelrug en het Gooi. In de voorlaatste ijstijd heeft ijs de zandgrond opgestuwd. In de vierde ijstijd is de Laagte van Pijnenburg ontstaan door uitstuiving op de lemige ondergrond. Door deze lemige onderlaag bleef regen- en kwelwater lang staan.
Tot laat in de middeleeuwen was Op Hees een onontgonnen gebied. Toentertijd werden de woeste gronden in het gebied gebruikt als potstalcultuur (traditioneel landbouwsysteem). Boeren en herders lieten hun vee hier grazen. Er was toen vrijwel geen bos. Het naaldbos is later aangeplant. De ontginning van het gebied begon met de aanleg van de Praamgracht in 1398 door de bisschop van Utrecht. Hierdoor kon het water beter afgevoerd worden om het gebied te ontginnen. Een jaar later in 1399 werd Laag Hees ontgonnen door de Utrechtse Paulusabdij. De resulterende strokenverkaveling is nog steeds zichtbaar in Op Hees.
Amsterdamse kooplieden en regenten hebben in de 17e eeuw buitenplaatsen gesticht in de omgeving van Op Hees, waaronder Drakensteyn, Soestdijk, Ewijckshoeve en Pijnenburg. Op Hees maakte onderdeel uit van het landgoed Pijnenburg dat in 1647 is gesticht. Het landhuis en het park van Landgoed Pijnenburg liggen buiten het beheerde gebied van Op Hees. Op de beheerde gronden heeft voornamelijk landbouw en veehouderij plaatsgevonden. Hierdoor wordt het landschap gekenmerkt door een afwisseling van lanen, akkers, bos en weilanden.

## Ecologie
Voorbeelden hiervan zijn de kleinschalige landschappen in de Laagte van Pijnenburg en de overgang van de bosrijke hogere zandgronden naar het laaggelegen open polderlandschap van het voormalige Zuiderzeegebied. Bijbehorende houtwallen, singels en sloten op perceelsgrenzen zijn veelal bewaard gebleven. Met name dieren zijn afhankelijk van de afwisseling van de verschillende biotopen. Het bos biedt schuil- en broedplaatsen die van een hogere kwaliteit zijn dan de grootschalige bosgebieden op de Heuvelrug. De relatief natuurlijke graslanden zijn waardevoller als foerageergebied dan de soortenarme productiegraslanden in de omliggende gebieden.

### Bos
In Op Hees heeft bos een belangrijk aandeel in de totale oppervlakte van het natuurgebied (25 van de 76 hectare). Het bos in Op Hees is destijds aangeplant als productiebos en daardoor monotoon. Natuurmonumenten werkt in het bosgebied al enkele decennia aan een meer natuurlijke structuur door bomen van verschillende leeftijden en soorten aan te planten. Dankzij deze nieuwe beheerstrategie bestaat het bosgebied grotendeels uit gemengd inheems bos en zijn uitheemse boomsoorten als douglas, Amerikaanse eik en Amerikaanse vogelkers flink teruggedrongen. Uitheemse soorten komen nog wel voor in het noordoostelijk bosperceel en langs de Wieksloterweg ten zuiden van de Turfweg.

### Grasland

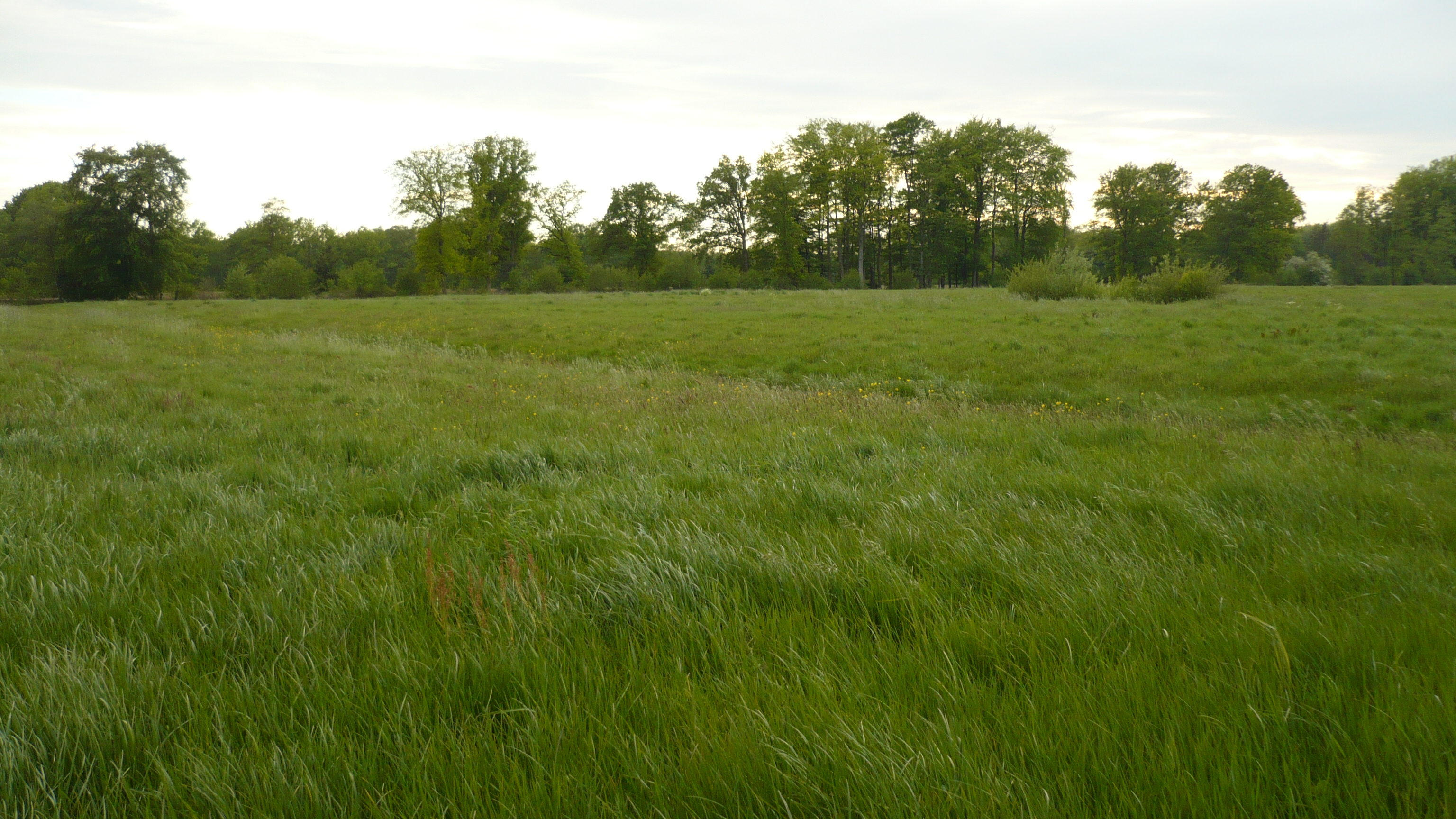
Grasland in Op Hees.

De graslanden in Op Hees worden voornamelijk verpacht voor productielandbouw. In het noordwesten heeft Natuurmonumenten de vrije beschikking over enkele graslanden ter weerszijden van de Staalwijklaan. Omdat graslanden met een meer natuurlijk karakter meerdere planten- en diersoorten herbergen die niet in gangbare boerenweides voorkomen wordt hier ingezet op verschraling en een meer natuurlijke structuur en soortensamenstelling. Ruigtevegetaties en begroeiingen van greppels en langs slootkanten dragen hier ook aan bij. De graspercelen worden jaarlijks vanaf half juni gemaaid en daarna begraasd door runderen.

## Beheer
Het beheer van Op Hees is gericht op behoud van het waardevolle cultuurlandschap. Dit houdt in dat de originele percelering wordt aangehouden, maar dat er wel wordt gestreefd naar een landschap met een zo divers mogelijke inheemse biodiversiteit.
Zo het wordt het bosgedeelte, dat ooit een productiebos was voor douglassparren, omgevormd tot dennen-eiken-beukenbos. Dit wordt gedaan door het kappen van de uitheemse sparren en Amerikaanse eiken en aanplant of natuurlijke verjonging van eiken en beuken.
De graslanden van Op Hees worden ontwikkeld tot vochtig hooiland, in een poging schaarse kruidensoorten terug in het landschap te brengen. Dit wordt enerzijds bewerkstelligd door zoveel mogelijk regenwater en kalkrijk kwelwater vast te houden en anderzijds door ongeveer twee keer per jaar te maaien en het maaisel af te voeren. Hierdoor wordt langzaam de overmaat aan stikstof en fosfaat uit het landschap gehaald, waardoor er minder grassen en meer kruiden zullen gaan groeien.
Tot slot wordt een aantal invasieve soorten actief bestreden, zoals de Japanse duizendknoop, de reuzenbalsemien en de reuzenberenklauw.

## Voorkomende soorten

### Flora en paddenstoelen
In het bos in Op Hees zijn naast de inheemse boomsoorten zoals de zomereik ook dubelloof, hengel en de wespenorchis te vinden. Een stuk zeldzamer is het hoogveenlevermos, wat op de overblijfselen van een oude kade groeit. Ook een bedreigde soort paddenstoel, het veentrechtertje, is gezien in Op Hees.
In de graslanden zijn geen zeldzame planten gevonden, maar de aanwezigheid van de pinksterbloem duidt op potentie als indicator voor verschralende grond. De grootste diversiteit van de graslanden is te vinden in de greppels en rondom de sloten. Daar zitten o.a. snavelzegge, melkeppe, veldrus, holpijp en moeraswederik.

### Fauna
In het bos van Op Hees zijn verschillende broedvogels te vinden. Van de boomklever en kleine bonte specht, die beide op de rode lijst staan, is bekend dat ze er een aantal territoria hebben. Ook van de bosuil, grauwe vliegenvanger en matkop zijn territoria gevonden. In de graslanden is de patrijs een doelsoort maar deze heeft er nog niet gebroed. Er is in 2000 wel een territorium van de kievit gevonden.
Diverse vleermuizen komen voor in Op Hees. De ruige dwergvleermuis en rosse vleermuis gebruiken vooral de lanen als jachtgebied, maar de gewone dwergvleermuis en de laatvlieger jagen ook in de halfopen bosdelen. Ze jagen onder andere op meikevers en langpootmuggen, die minder voorkomen in de graslanden. De laanbomen zijn ook belangrijk voor de vleermuizen als verblijfplaats.
Er zijn sporen van boommarters gevonden, maar nog geen nestbomen. Van de das is wel een burcht bekend. Verder komen er reeën in het gebied voor. Ze worden elk jaar geteld en in 2015 waren het er 15.

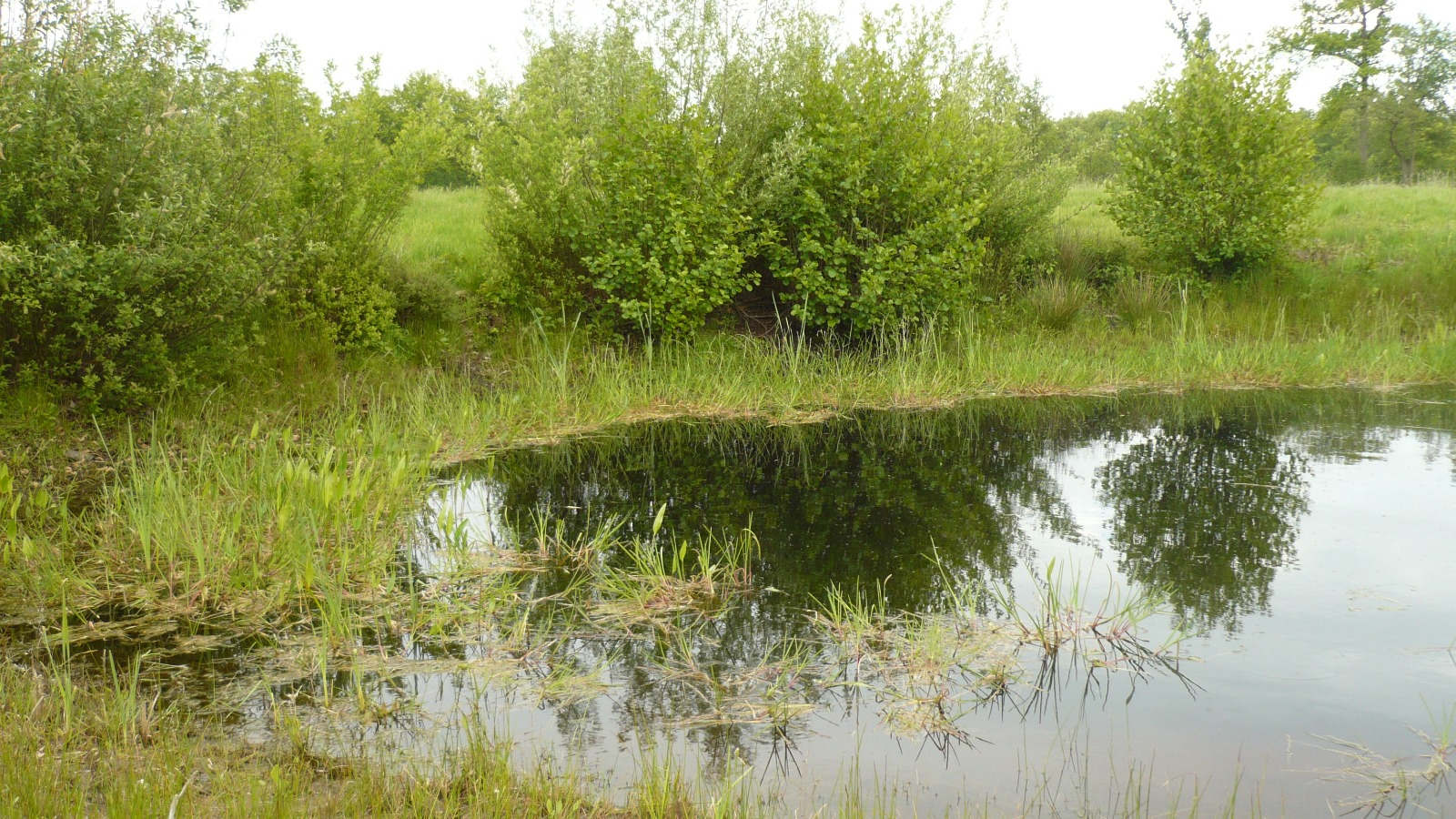
Waterpoel in een grasland in Op Hees.

De poelen, die verspreid liggen over Op Hees, zijn belangrijk voor reptielen en amfibieën. De aanwezigheid van zowel ringslang als kamsalamander is daar vastgesteld. Ringslangen worden in heel Op Hees waargenomen, maar zitten vooral in het rabattenbos en de daar gelegen ontwateringsslootjes. In het bos komen verder niet veel reptielen voor. In 2008 en 2009 is de hazelworm nog waargenomen. Deze zit vaak in bosranden.
De graslanden herbergen een aantal insecten, waaronder grasvlinders en sprinkhanen. Van de grasvlinders hebben groot dikkopje, bruin zandoogje en oranjetipje kleine populaties in de graslanden. Het aantal sprinkhanen is beperkt. Er zijn twaalf soorten libellen gevonden, die in de bosranden en graslanden komen om te foerageren. Daarvan zijn er twee soorten, de paardenbijter en de grote keizerlibel, die zich kunnen voortplanten in een van de poelen van Op Hees. Voor de andere soorten zijn de omstandigheden niet gunstig genoeg.